# Le Bourg-d’Oisans
Le Bourg-d’Oisans település Franciaországban, Isère megyében. Lakosainak száma 2840 fő (2022. január 1.). Le Bourg-d’Oisans Valjouffrey, Villard-Notre-Dame, Villard-Reymond, Allemond, Auris, La Garde, Livet-et-Gavet, Ornon, Oulles, Oz, Chantepérier és Les Deux Alpes községekkel határos.

## Népesség
A település népességének változása:
| Lakosok száma | 2280 | 3027 | 2911 | 3308 | 3235 | 3239 | 3278 | 3286 | 3285 | 2840 |
|               | 1968 | 1982 | 1990 | 2006 | 2013 | 2015 | 2017 | 2019 | 2020 | 2022 |